# مانوئل نیتو (بازیکن فوتبال)
مانوئل نیتو (انگلیسی: Manuel Nieto؛ زادهٔ ۲۹ مارس ۱۹۹۸) بازیکن فوتبال است.